# Valentina Batres Guadarrama
 Valentina Valia Batres Guadarrama (Ciudad de México; 26 de mayo de 1971) es una política mexicana, miembro del partido Movimiento Regeneración Nacional, fue diputada federal de 2006 a 2009 y diputada de la Asamblea Legislativa del Distrito Federal de 2009 a 2012.
Valentina Batres Guadarrama tiene estudios técnicos en el Instituto Nacional de Bellas Artes, ha sido militante del Partido Socialista Unificado de México, del Partido Mexicano Socialista y miembro fundador del PRD, ha ocupado cargos en el Instituto de las Mujeres del Distrito Federal y en la Asamblea Legislativa del Distrito Federal, en el PRD ha sido consejera estatal y presidenta del comité del partido en la Delegación Álvaro Obregón.
Fue diputada federal por el XVI Distrito Electoral Federal del Distrito Federal a la LX Legislatura de 2006 a 2009, donde perteneció a las comisiones de Derechos Humanos, Distrito Federal y Gobernación. Se ha mostró varias ocasiones en desacuerdo con la entonces Presidente de la Cámara de Diputados, Ruth Zavaleta Salgado, también perredista, pidiendo incluso su renuncia al cargo.
En 2009 fue elegida diputada a Asamblea Legislativa de la Ciudad de México en representación del I Distrito Electoral Local del Distrito Federal para el periodo que concluyó en 2012.
Es hermana de los también políticos Martí Batres Guadarrama y Lenia Batres Guadarrama.